# Campeonato Mundial de Curling
El Campeonato Mundial de Curling es la máxima competición internacional de curling. Es realizado anualmente desde 1959 por la Federación Mundial de Curling (WCF) —el primer Campeonato Mundial para las mujeres se efectuó en 1979—. Ambos torneos se han celebrado en fechas y lugares distintos, a excepción de los realizados entre 1989 y 2004. Entre 1989 y 1994 se otorgaron dos medallas de bronce, ya que no se celebró un partido por el tercer lugar.
En 2008 la WCF decidió organizar además un campeonato mixto doble, con un participante de cada sexo, y desde 2015 se disputa un cuarto torneo, el equipo mixto (dos hombres y dos mujeres). 

## Torneo masculino

### Ediciones
| Núm.    | Año  | Sede                                           | Oro            | Plata          | Bronce                   |
| ------- | ---- | ---------------------------------------------- | -------------- | -------------- | ------------------------ |
| I       | 1959 | Falkirk, Perth y Edimburgo ( Reino Unido)      | Canadá         | Escocia        | —                        |
| II      | 1960 | Ayr, Edimburgo y Glasgow ( Reino Unido)        | Canadá         | Escocia        | —                        |
| III     | 1961 | Ayr, Falkirk, Perth y Edimburgo ( Reino Unido) | Canadá         | Escocia        | Estados Unidos           |
| IV      | 1962 | Falkirk y Edimburgo ( Reino Unido)             | Canadá         | Estados Unidos | Escocia                  |
| V       | 1963 | Perth ( Reino Unido)                           | Canadá         | Escocia        | Estados Unidos           |
| VI      | 1964 | Calgary ( Canadá)                              | Canadá         | Escocia        | Estados Unidos           |
| VII     | 1965 | Perth ( Reino Unido)                           | Estados Unidos | Canadá         | Suecia                   |
| VIII    | 1966 | Vancouver · ( Canadá)                          | Canadá         | Escocia        | Estados Unidos           |
| IX      | 1967 | Perth ( Reino Unido)                           | Escocia        | Suecia         | Estados Unidos           |
| X       | 1968 | Pointe Claire · ( Canadá)                      | Canadá         | Escocia        | Estados Unidos           |
| XI      | 1969 | Perth ( Reino Unido)                           | Canadá         | Estados Unidos | Escocia                  |
| XII     | 1970 | Utica ( Estados Unidos)                        | Canadá         | Escocia        | Suecia                   |
| XIII    | 1971 | Megève ( Francia)                              | Canadá         | Escocia        | Estados Unidos           |
| XIV     | 1972 | Garmisch-Partenkirchen ( RFA)                  | Canadá         | Estados Unidos | RFA                      |
| XV      | 1973 | Regina · ( Canadá)                             | Suecia         | Canadá         | Francia                  |
| XVI     | 1974 | Berna · ( Suiza)                               | Estados Unidos | Suecia         | Suiza                    |
| XVII    | 1975 | Perth ( Reino Unido)                           | Suiza          | Estados Unidos | Canadá                   |
| XVIII   | 1976 | Duluth ( Estados Unidos)                       | Estados Unidos | Escocia        | Suiza                    |
| XIX     | 1977 | Karlstad · ( Suecia)                           | Suecia         | Canadá         | Escocia                  |
| XX      | 1978 | Winnipeg · ( Canadá)                           | Estados Unidos | Noruega        | Canadá                   |
| XXI     | 1979 | Berna · ( Suiza)                               | Noruega        | Suiza          | Canadá                   |
| XXII    | 1980 | Moncton · ( Canadá)                            | Canadá         | Noruega        | Suiza                    |
| XXIII   | 1981 | London · ( Canadá)                             | Suiza          | Estados Unidos | Canadá                   |
| XXIV    | 1982 | Garmisch-Partenkirchen ( RFA)                  | Canadá         | Suiza          | RFA                      |
| XXV     | 1983 | Regina · ( Canadá)                             | Canadá         | RFA            | Noruega                  |
| XXVI    | 1984 | Duluth ( Estados Unidos)                       | Noruega        | Suiza          | Suecia                   |
| XXVII   | 1985 | Glasgow ( Reino Unido)                         | Canadá         | Suecia         | Dinamarca                |
| XXVIII  | 1986 | Toronto · ( Canadá)                            | Canadá         | Escocia        | Estados Unidos           |
| XXIX    | 1987 | Vancouver · ( Canadá)                          | Canadá         | RFA            | Noruega                  |
| XXX     | 1988 | Lausana · ( Suiza)                             | Noruega        | Canadá         | Escocia                  |
| XXXI    | 1989 | Milwaukee ( Estados Unidos)                    | Canadá         | Suiza          | Noruega · Suecia         |
| XXXII   | 1990 | Västerås · ( Suecia)                           | Canadá         | Escocia        | Dinamarca · Suecia       |
| XXXIII  | 1991 | Winnipeg · ( Canadá)                           | Escocia        | Canadá         | Noruega · Estados Unidos |
| XXXIV   | 1992 | Garmisch-Partenkirchen · ( Alemania)           | Suiza          | Escocia        | Canadá · Estados Unidos  |
| XXXV    | 1993 | Ginebra · ( Suiza)                             | Canadá         | Escocia        | Suiza · Estados Unidos   |
| XXXVI   | 1994 | Oberstdorf · ( Alemania)                       | Canadá         | Suecia         | Alemania · Suiza         |
| XXXVII  | 1995 | Brandon · ( Canadá)                            | Canadá         | Escocia        | Alemania                 |
| XXXVIII | 1996 | Hamilton · ( Canadá)                           | Canadá         | Escocia        | Suiza                    |
| XXXIX   | 1997 | Berna · ( Suiza)                               | Suecia         | Alemania       | Escocia                  |
| XL      | 1998 | Kamloops · ( Canadá)                           | Canadá         | Suecia         | Finlandia                |
| XLI     | 1999 | Saint John · ( Canadá)                         | Escocia        | Canadá         | Suiza                    |
| XLII    | 2000 | Glasgow ( Reino Unido)                         | Canadá         | Suecia         | Finlandia                |
| XLIII   | 2001 | Lausana · ( Suiza)                             | Suecia         | Suiza          | Noruega                  |
| XLIV    | 2002 | Bismarck ( Estados Unidos)                     | Canadá         | Noruega        | Escocia                  |
| XLV     | 2003 | Winnipeg · ( Canadá)                           | Canadá         | Suiza          | Noruega                  |
| XLVI    | 2004 | Gävle · ( Suecia)                              | Suecia         | Alemania       | Canadá                   |
| XLVII   | 2005 | Victoria · ( Canadá)                           | Canadá         | Escocia        | Alemania                 |
| XLVIII  | 2006 | Lowell ( Estados Unidos)                       | Escocia        | Canadá         | Noruega                  |
| XLIX    | 2007 | Edmonton · ( Canadá)                           | Canadá         | Alemania       | Estados Unidos           |
| L       | 2008 | Grand Forks ( Estados Unidos)                  | Canadá         | Escocia        | Noruega                  |
| LI      | 2009 | Moncton · ( Canadá)                            | Escocia        | Canadá         | Noruega                  |
| LII     | 2010 | Cortina d'Ampezzo · ( Italia)                  | Canadá         | Noruega        | Escocia                  |
| LIII    | 2011 | Regina · ( Canadá)                             | Canadá         | Escocia        | Suecia                   |
| LIV     | 2012 | Basilea · ( Suiza)                             | Canadá         | Escocia        | Suecia                   |
| LV      | 2013 | Victoria · ( Canadá)                           | Suecia         | Canadá         | Escocia                  |
| LVI     | 2014 | Pekín ( China)                                 | Noruega        | Suecia         | Suiza                    |
| LVII    | 2015 | Halifax · ( Canadá)                            | Suecia         | Noruega        | Canadá                   |
| LVIII   | 2016 | Basilea · ( Suiza)                             | Canadá         | Dinamarca      | Estados Unidos           |
| LIX     | 2017 | Edmonton · ( Canadá)                           | Canadá         | Suecia         | Suiza                    |
| LX      | 2018 | Las Vegas ( Estados Unidos)                    | Suecia         | Canadá         | Escocia                  |
| LXI     | 2019 | Lethbridge · ( Canadá)                         | Suecia         | Canadá         | Suiza                    |
| LXII    | 2020 | Glasgow ( Reino Unido)                         | Cancelado      | Cancelado      | Cancelado                |
| LXIII   | 2021 | Calgary · ( Canadá)                            | Suecia         | Escocia        | Suiza                    |
| LXIV    | 2022 | Las Vegas ( Estados Unidos)                    | Suecia         | Canadá         | Italia                   |
| LXV     | 2023 | Ottawa · ( Canadá)                             | Escocia        | Canadá         | Suiza                    |
| LXVI    | 2024 | Schaffhausen · ( Suiza)                        | Suecia         | Canadá         | Italia                   |
| LXVII   | 2025 | Moose Jaw · ( Canadá)                          | Escocia        | Suiza          | Canadá                   |
| LXVIII  | 2026 | Ogden ( Estados Unidos)                        |                |                |                          |

### Medallero histórico
- Hasta Moose Jaw 2025.

| Núm. | País           | Oro | Plata | Bronce | Total |
| ---- | -------------- | --- | ----- | ------ | ----- |
| 1    | Canadá         | 36  | 14    | 8      | 58    |
| 2    | Suecia         | 12  | 8     | 7      | 27    |
| 3    | Escocia        | 7   | 21    | 9      | 37    |
| 4    | Estados Unidos | 4   | 5     | 13     | 22    |
| 5    | Noruega        | 4   | 5     | 9      | 18    |
| 6    | Suiza          | 3   | 7     | 12     | 22    |
| 7    | Alemania       | 0   | 5     | 5      | 10    |
| 8    | Dinamarca      | 0   | 1     | 2      | 3     |
| 9    | Finlandia      | 0   | 0     | 2      | 2     |
| 9    | Italia         | 0   | 0     | 2      | 2     |
| 11   | Francia        | 0   | 0     | 1      | 1     |
|      | TOTAL          | 66  | 66    | 70     | 202   |

## Torneo femenino

### Ediciones
| Núm.    | Año  | Sede                                 | Oro            | Plata          | Bronce             |
| ------- | ---- | ------------------------------------ | -------------- | -------------- | ------------------ |
| I       | 1979 | Perth ( Reino Unido)                 | Suiza          | Suecia         | Canadá · Escocia   |
| II      | 1980 | Perth ( Reino Unido)                 | Canadá         | Suecia         | Escocia            |
| III     | 1981 | Perth ( Reino Unido)                 | Suecia         | Canadá         | Noruega            |
| IV      | 1982 | Ginebra · ( Suiza)                   | Dinamarca      | Suecia         | Escocia            |
| V       | 1983 | Moose Jaw · ( Canadá)                | Suiza          | Noruega        | Canadá             |
| VI      | 1984 | Perth ( Reino Unido)                 | Canadá         | Suiza          | RFA                |
| VII     | 1985 | Jönköping · ( Suecia)                | Canadá         | Escocia        | Suiza              |
| VIII    | 1986 | Kelowna · ( Canadá)                  | Canadá         | RFA            | Suecia             |
| IX      | 1987 | Chicago ( Estados Unidos)            | Canadá         | RFA            | Suiza              |
| X       | 1988 | Glasgow ( Reino Unido)               | RFA            | Canadá         | Suecia             |
| XI      | 1989 | Milwaukee ( Estados Unidos)          | Canadá         | Noruega        | RFA · Suecia       |
| XII     | 1990 | Västerås · ( Suecia)                 | Noruega        | Escocia        | Canadá · Dinamarca |
| XIII    | 1991 | Winnipeg · ( Canadá)                 | Noruega        | Canadá         | Escocia · Suecia   |
| XIV     | 1992 | Garmisch-Partenkirchen · ( Alemania) | Suecia         | Estados Unidos | Canadá · Suiza     |
| XV      | 1993 | Ginebra · ( Suiza)                   | Canadá         | Alemania       | Noruega · Suecia   |
| XVI     | 1994 | Oberstdorf · ( Alemania)             | Canadá         | Escocia        | Alemania · Suecia  |
| XVII    | 1995 | Brandon · ( Canadá)                  | Suecia         | Canadá         | Noruega            |
| XVIII   | 1996 | Hamilton · ( Canadá)                 | Canadá         | Estados Unidos | Noruega            |
| XIX     | 1997 | Berna · ( Suiza)                     | Canadá         | Noruega        | Dinamarca          |
| XX      | 1998 | Kamloops · ( Canadá)                 | Suecia         | Dinamarca      | Canadá             |
| XXI     | 1999 | Saint John · ( Canadá)               | Suecia         | Estados Unidos | Dinamarca          |
| XXII    | 2000 | Glasgow ( Reino Unido)               | Canadá         | Suiza          | Noruega            |
| XXIII   | 2001 | Lausana · ( Suiza)                   | Canadá         | Suecia         | Dinamarca          |
| XXIV    | 2002 | Bismarck ( Estados Unidos)           | Escocia        | Suecia         | Noruega            |
| XXV     | 2003 | Winnipeg · ( Canadá)                 | Estados Unidos | Canadá         | Suecia             |
| XXVI    | 2004 | Gävle · ( Suecia)                    | Canadá         | Noruega        | Suiza              |
| XXVII   | 2005 | Paisley ( Reino Unido)               | Suecia         | Estados Unidos | Noruega            |
| XXVIII  | 2006 | Grande Prairie · ( Canadá)           | Suecia         | Estados Unidos | Canadá             |
| XXIX    | 2007 | Aomori ( Japón)                      | Canadá         | Dinamarca      | Escocia            |
| XXX     | 2008 | Vernon · ( Canadá)                   | Canadá         | China          | Suiza              |
| XXXI    | 2009 | Gangneung ( Corea del Sur)           | China          | Suecia         | Dinamarca          |
| XXXII   | 2010 | Swift Current · ( Canadá)            | Alemania       | Escocia        | Canadá             |
| XXXIII  | 2011 | Esbjerg ( Dinamarca)                 | Suecia         | Canadá         | China              |
| XXXIV   | 2012 | Lethbridge · ( Canadá)               | Suiza          | Suecia         | Canadá             |
| XXXV    | 2013 | Riga ( Letonia)                      | Escocia        | Suecia         | Canadá             |
| XXXVI   | 2014 | Saint John · ( Canadá)               | Suiza          | Canadá         | Rusia              |
| XXXVII  | 2015 | Sapporo ( Japón)                     | Suiza          | Canadá         | Rusia              |
| XXXVIII | 2016 | Swift Current · ( Canadá)            | Suiza          | Japón          | Rusia              |
| XXXIX   | 2017 | Pekín ( China)                       | Canadá         | Rusia          | Escocia            |
| XL      | 2018 | North Bay · ( Canadá)                | Canadá         | Suecia         | Rusia              |
| XLI     | 2019 | Silkeborg ( Dinamarca)               | Suiza          | Suecia         | Corea del Sur      |
| XLII    | 2020 | Prince George · ( Canadá)            | Cancelado      | Cancelado      | Cancelado          |
| XLIII   | 2021 | Calgary · ( Canadá)                  | Suiza          | RCF            | Estados Unidos     |
| XLIV    | 2022 | Prince George · ( Canadá)            | Suiza          | Corea del Sur  | Canadá             |
| XLV     | 2023 | Sandviken · ( Suecia)                | Suiza          | Noruega        | Canadá             |
| XLVI    | 2024 | Sydney · ( Canadá)                   | Canadá         | Suiza          | Corea del Sur      |
| XLVII   | 2025 | Uijeongbu ( Corea del Sur)           | Canadá         | Suiza          | China              |
| XLVIII  | 2026 | Calgary · ( Canadá)                  |                |                |                    |

1. ↑  Debido a la decisión del TAS del 17 de diciembre de 2020 de continuar con la suspensión de los entes deportivos rusos, el equipo de Rusia participó en esa edición bajo la denominación «Russian Curling Federation» y la sigla RCF.

### Medallero histórico
- Hasta Uijeongbu 2025.

| Núm. | País           | Oro | Plata | Bronce | Total |
| ---- | -------------- | --- | ----- | ------ | ----- |
| 1    | Canadá         | 19  | 8     | 11     | 38    |
| 2    | Suecia         | 9   | 10    | 7      | 26    |
| 3    | Suiza          | 9   | 4     | 5      | 18    |
| 4    | Noruega        | 2   | 5     | 7      | 14    |
| 5    | Escocia        | 2   | 4     | 6      | 12    |
| 6    | Alemania       | 2   | 3     | 3      | 8     |
| 7    | Estados Unidos | 1   | 5     | 1      | 7     |
| 8    | Dinamarca      | 1   | 2     | 5      | 8     |
| 9    | China          | 1   | 1     | 2      | 4     |
| 10   | Rusia          | 0   | 2     | 4      | 6     |
| 11   | Corea del Sur  | 0   | 1     | 2      | 3     |
| 12   | Japón          | 0   | 1     | 0      | 1     |
|      | TOTAL          | 46  | 46    | 53     | 145   |

1. 1 2  Incluye las medallas obtenidas por la RFA entre 1949 y 1990.

## Torneo mixto

### Ediciones
| Núm. | Año  | Sede                    | Oro          | Plata        | Bronce          |
| ---- | ---- | ----------------------- | ------------ | ------------ | --------------- |
| I    | 2015 | Berna · ( Suiza)        | Noruega      | Suecia       | China           |
| II   | 2016 | Kazán · ( Rusia)        | Rusia        | Suecia       | Escocia         |
| III  | 2017 | Champéry · ( Suiza)     | Escocia      | Canadá       | República Checa |
| IV   | 2018 | Kelowna · ( Canadá)     | Canadá       | España       | Rusia           |
| V    | 2019 | Aberdeen ( Reino Unido) | Canadá       | Alemania     | Noruega         |
| —    | 2020 | Aberdeen ( Reino Unido) | Cancelado    | Cancelado    | Cancelado       |
| —    | 2021 | Aberdeen ( Reino Unido) | Cancelado    | Cancelado    | Cancelado       |
| VI   | 2022 | Aberdeen ( Reino Unido) | Canadá       | Escocia      | Suiza           |
| VII  | 2023 | Aberdeen ( Reino Unido) | Suecia       | España       | Canadá          |
| VIII | 2024 | Aberdeen ( Reino Unido) | Suecia       | Japón        | Suiza           |
| —    | 2025 | —                       | No realizado | No realizado | No realizado    |

### Medallero histórico
- Hasta Aberdeen 2024.

| Núm. | País            | Oro | Plata | Bronce | Total |
| ---- | --------------- | --- | ----- | ------ | ----- |
| 1    | Canadá          | 3   | 1     | 1      | 5     |
| 2    | Suecia          | 2   | 2     | 0      | 4     |
| 3    | Escocia         | 1   | 1     | 1      | 3     |
| 4    | Noruega         | 1   | 0     | 1      | 2     |
| 4    | Rusia           | 1   | 0     | 1      | 2     |
| 6    | España          | 0   | 2     | 0      | 2     |
| 7    | Alemania        | 0   | 1     | 0      | 1     |
| 7    | Japón           | 0   | 1     | 0      | 1     |
| 9    | Suiza           | 0   | 0     | 2      | 2     |
| 10   | China           | 0   | 0     | 1      | 1     |
| 10   | República Checa | 0   | 0     | 1      | 1     |
|      | TOTAL           | 8   | 8     | 8      | 24    |

## Torneo mixto doble

### Ediciones
| Núm.  | Año  | Sede                          | Oro            | Plata         | Bronce          |
| ----- | ---- | ----------------------------- | -------------- | ------------- | --------------- |
| I     | 2008 | Vierumäki · ( Finlandia)      | Suiza          | Finlandia     | Suecia          |
| II    | 2009 | Cortina d'Ampezzo · ( Italia) | Suiza          | Hungría       | Canadá          |
| III   | 2010 | Cheliabinsk · ( Rusia)        | Rusia          | Nueva Zelanda | China           |
| IV    | 2011 | Saint Paul ( Estados Unidos)  | Suiza          | Rusia         | Francia         |
| V     | 2012 | Erzurum ( Turquía)            | Suiza          | Suecia        | Austria         |
| VI    | 2013 | Fredericton · ( Canadá)       | Hungría        | Suecia        | República Checa |
| VII   | 2014 | Dumfries ( Reino Unido)       | Suiza          | Suecia        | España          |
| VIII  | 2015 | Sochi · ( Rusia)              | Hungría        | Suecia        | Noruega         |
| IX    | 2016 | Karlstad · ( Suecia)          | Rusia          | China         | Estados Unidos  |
| X     | 2017 | Lethbridge · ( Canadá)        | Suiza          | Canadá        | China           |
| XI    | 2018 | Östersund · ( Suecia)         | Suiza          | Rusia         | Canadá          |
| XII   | 2019 | Stavanger · ( Noruega)        | Suecia         | Canadá        | Estados Unidos  |
| XIII  | 2020 | Kelowna · ( Canadá)           | Cancelado      | Cancelado     | Cancelado       |
| XIV   | 2021 | Aberdeen ( Reino Unido)       | Escocia        | Noruega       | Suecia          |
| XV    | 2022 | Ginebra · ( Suiza)            | Escocia        | Suiza         | Alemania        |
| XVI   | 2023 | Gangneung ( Corea del Sur)    | Estados Unidos | Japón         | Noruega         |
| XVII  | 2024 | Östersund · ( Suecia)         | Suecia         | Estonia       | Noruega         |
| XVIII | 2025 | Fredericton · ( Canadá)       | Italia         | Escocia       | Australia       |
| XIX   | 2026 | Ginebra · ( Suiza)            |                |               |                 |

### Medallero histórico
- Hasta Fredericton 2025.

| Núm. | País            | Oro | Plata | Bronce | Total |
| ---- | --------------- | --- | ----- | ------ | ----- |
| 1    | Suiza           | 7   | 1     | 0      | 8     |
| 2    | Suecia          | 2   | 4     | 2      | 8     |
| 3    | Rusia           | 2   | 2     | 0      | 4     |
| 4    | Escocia         | 2   | 1     | 0      | 3     |
| 4    | Hungría         | 2   | 1     | 0      | 3     |
| 6    | Estados Unidos  | 1   | 0     | 2      | 3     |
| 6    | Italia          | 1   | 0     | 0      | 1     |
| 8    | Canadá          | 0   | 2     | 2      | 4     |
| 9    | Noruega         | 0   | 1     | 3      | 4     |
| 10   | China           | 0   | 1     | 2      | 3     |
| 11   | Estonia         | 0   | 1     | 0      | 1     |
| 11   | Finlandia       | 0   | 1     | 0      | 1     |
| 11   | Japón           | 0   | 1     | 0      | 1     |
| 11   | Nueva Zelanda   | 0   | 1     | 0      | 1     |
| 15   | Alemania        | 0   | 0     | 1      | 1     |
| 15   | Australia       | 0   | 0     | 1      | 1     |
| 15   | Austria         | 0   | 0     | 1      | 1     |
| 15   | España          | 0   | 0     | 1      | 1     |
| 15   | Francia         | 0   | 0     | 1      | 1     |
| 15   | República Checa | 0   | 0     | 1      | 1     |
|      | TOTAL           | 17  | 17    | 17     | 51    |